# Giuseppe Biava
Giuseppe Biava (8 de maig del 1977 a Seriate, Bèrgam) és un futbolista professional italià que juga en la demarcació de central a l'Atalanta BC de la Serie A.